# Batalha de Lomas Valentinas
A Batalha de Lomas Valentinas (também conhecida como a Batalha de Ita Ybate) foi travada no Departamento Central do Paraguai entre 21 e 27 de dezembro de 1868. O Exército Paraguaio, liderado pessoalmente pelo Presidente Francisco Solano López, foi decisivamente derrotado, embora tenha conseguido escapar. Em 30 de dezembro de 1868, a guarnição paraguaia em Angostura, com 1 907 homens, rendeu-se aos Aliados.

## Batalha
O marechal Caxias (na época Marquês de Caxias) havia deixado Villeta às 02h00 do dia 21, e estava pronto para invadir a fortificações Lomas Valentinas ao meio-dia. Duas colunas de infantaria, uma sob o comando do general José Luis Mena Barreto atacando as defesas ocidentais de Ita Ybate e outra sob o comando do general Jacinto Machado de Bittencourt, auxiliadas pela cavalaria sob o comando do general Andrade Neves atacando as defesas do norte em Loma Acosta. Onde a colina Cumbarity foi localizada, sendo tomada ao amanhecer.
No dia 22 de dezembro, as tropas argentinas e uruguaias avançaram em direção a Lomas. O marechal Caxias passou o dia 23 reorganizando seus batalhões. Um dia depois, o marechal Caxias exigiu a rendição de Lopez, que foi recusada. O ataque aliado voltou a ser comemorado com o amanhecer nos dias 25 e 26. As defesas paraguaias foram finalmente tomadas em 27 de dezembro.

## Fuga
Lopez fugiu com a cavalaria Acavera atuando como sua escolta. Gens Resquín e Bernardino Caballero também escaparam. Garantindo que a guerra continuaria.

## Galeria

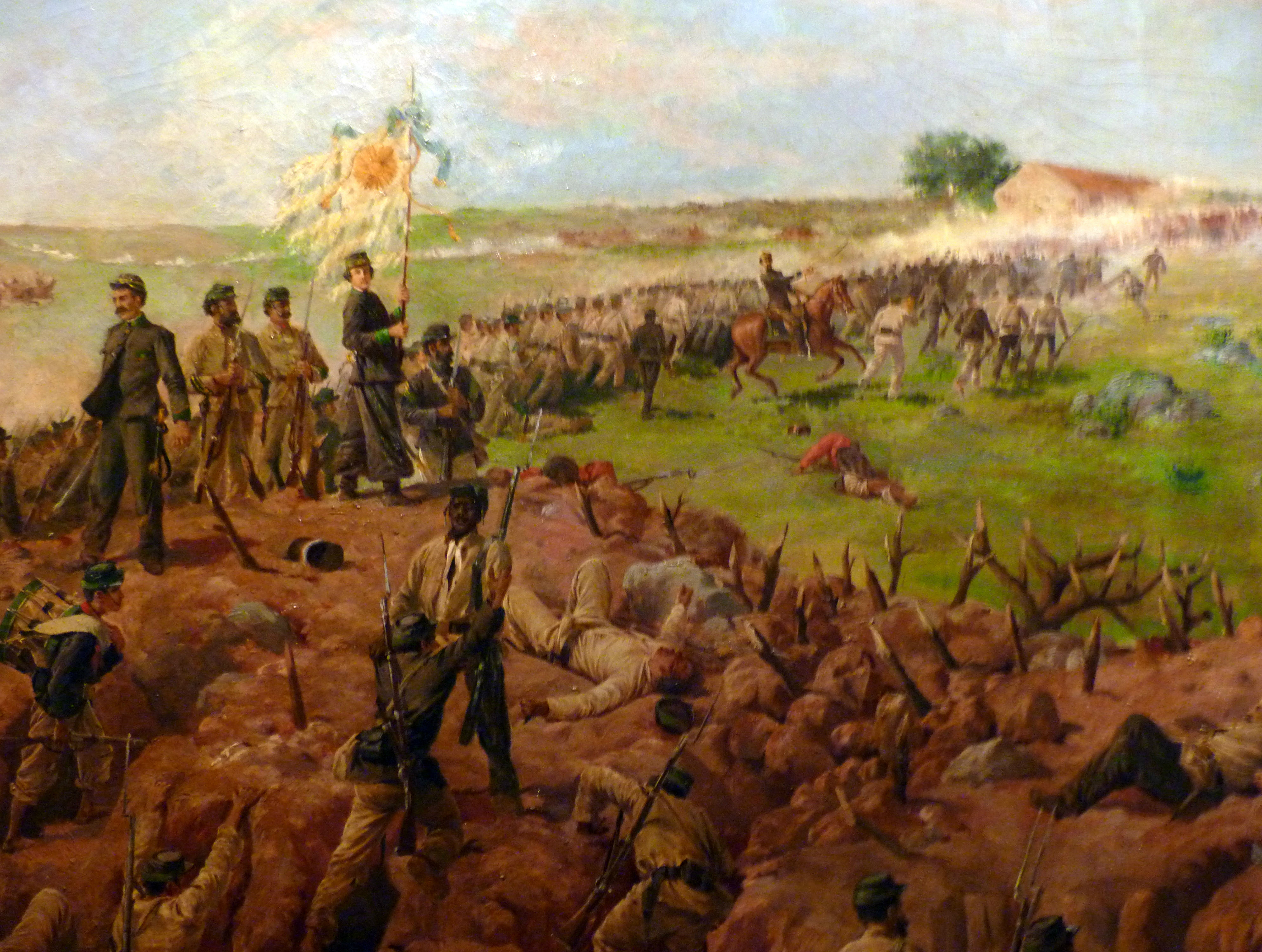
Batalha de Lomas Valentinas, por Diógenes Hequet.
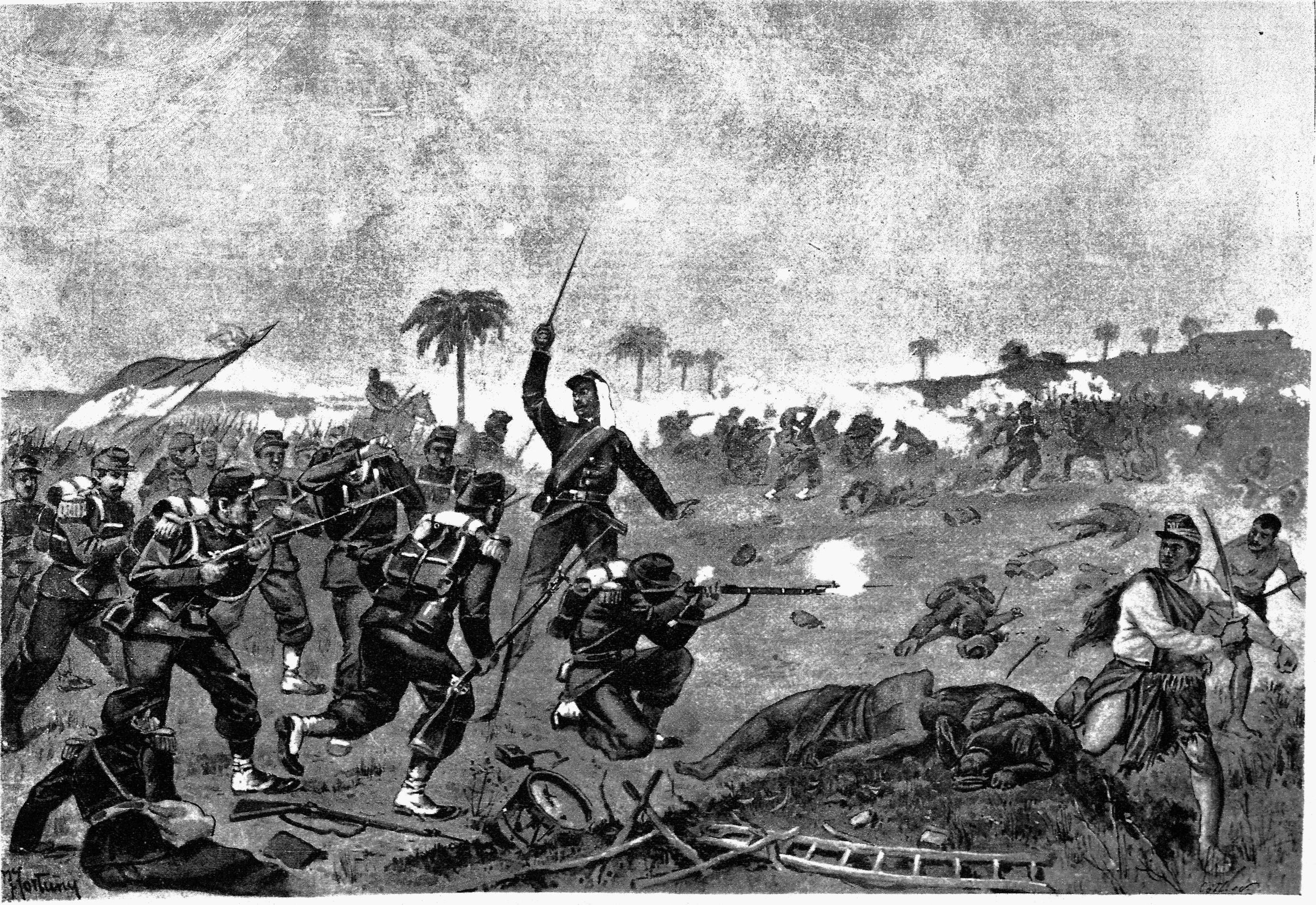
Carga da infantaria argentina na batalha de Lomas Valentinas.
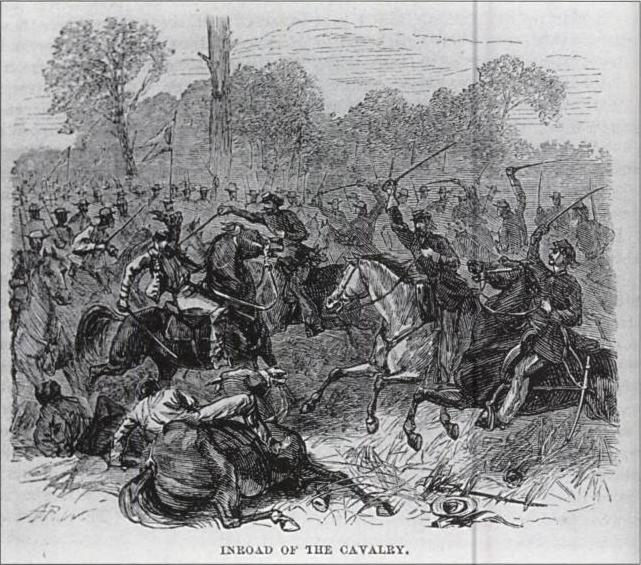
Uma unidade de cavalaria paraguaia (à esquerda) é atacada por um soldado montado aliado (à direita) durante a Batalha de Lomas Valentinas (Harper's New Monthly Magazine, 1870).
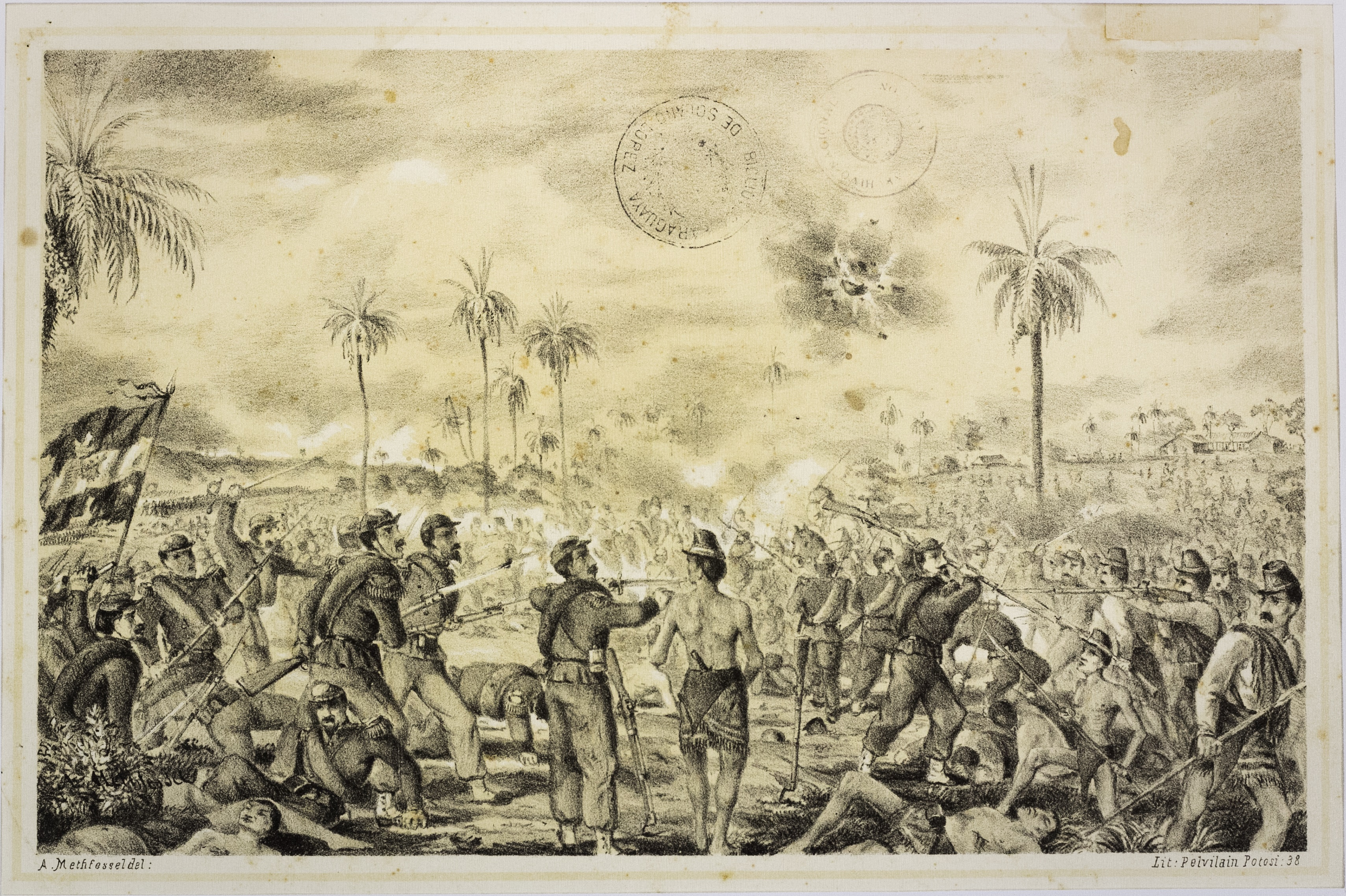
Tomada de Loma Valentinas pelos aliados em desenho de A. Methfessel (1836 - 1909).
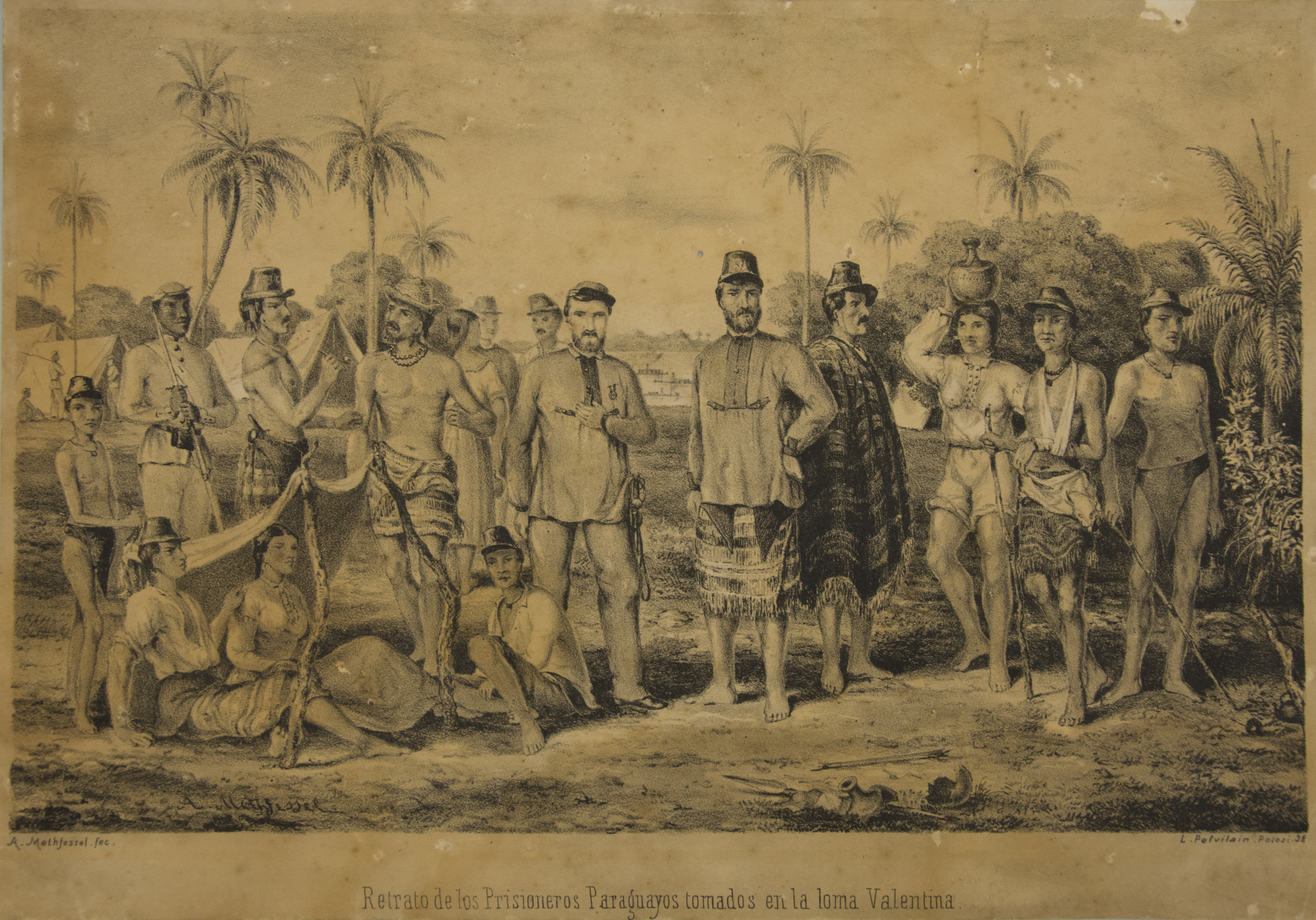
Prisioneiros paraguaios em Loma Valentina em desenho de A. Methfessel (1836 - 1909). Obra que integra o acervo do Museu Paulista da USP.